# Arszak Chaczatrian
Arszak (imię świeckie Samuel Chaczatrian, ur. 5 sierpnia 1973 w Woskehat) – duchowny Apostolskiego Kościoła Ormiańskiego, od 2004 biskup pomocniczy Eczmiadzyna. 

## Życiorys
Święcenia kapłańskie przyjął 14 grudnia 1997. Sakrę biskupią otrzymał 26 września 2004.